# Taça de Portugal 1989/90
Die Taça de Portugal 1989/90 war die 50. Austragung des portugiesischen Pokalwettbewerbs. Er wurde vom portugiesischen Fußballverband ausgetragen. Pokalsieger wurde zum ersten Mal der CF Estrela Amadora, der sich im Wiederholungsspiel des Finales gegen SC Farense durchsetzte. Estrela qualifizierte sich mit dem Sieg für den Europapokal der Pokalsieger 1990/91.
Alle Begegnungen wurden in einem Spiel ausgetragen. Bei unentschiedenem Ausgang wurde zur Ermittlung des Siegers eine Verlängerung gespielt. Stand danach kein Sieger fest, wurde das Spiel wiederholt, eventuell mit Verlängerung und Elfmeterschießen.

## Teilnehmende Teams
| Primeira Divisão (18) | Segunda Divisão (54) | Segunda Divisão (54) | Segunda Divisão (54) |
| --- | --- | --- | --- |
| - Belenenses Lissabon - Benfica Lissabon - SC Beira-Mar - Boavista Porto - Sporting Braga - GD Chaves - CF Estrela Amadora - CD Feirense - Marítimo Funchal - Nacional Funchal - FC Penafiel - Portimonense SC - FC Porto - Sporting Lissabon - Vitória Guimarães - Vitória Setúbal - FC Tirsense - União Madeira | - Académica de Coimbra - Académico de Viseu FC - RD Águeda - FC Alverca - Atlético CP - FC Barreirense - Benfica e Castelo Branco - GD Bragança - Caldas SC - SC Covilhã - Desportivo Aves - O Elvas CAD - SC Espinho - GD Estoril Praia - AD Fafe - FC Famalicão - SC Farense - FC Felgueiras | - SC Freamunde - Gil Vicente FC - AD Guarda - FC Infesta - GD Joane - Juventude Évora - Leixões SC - Louletano DC - Lusitano GC Évora - Lusitano VRSA - CD Lousanense - FC Maia - GD Mangualde - FC Marco - CF Marialvas - UR Mirense - SC Olhanense - Oliveira do Bairro SC | - UD Oliveirense - CD Olivais e Moscavide - FC Paços de Ferreira - GD Peniche - CD Portalegrense - Rio Ave FC - SC Salgueiros - GD Samora Correia - FC Seixal - Silves FC - Sport União Sintrense - CD Trofense - União Lamas - SC União Torreense - União Leiria - Varzim SC - SC Vianense - FC Vizela |
| Terceira Divisão (108) | | | |
| - SC Alba - CD Alcains - AC Alcanenense - SU Alfeizerense - SR Almancilense - GC Alcobaça - FC Amares - Amadores de Caminha - Amora FC - Amarante FC - Anadia FC - GD Argus - GD da Quimigal Barreiro - CD Beja - CF Benfica - SCE Bombarralense - SC Borbense - AC Cacém - CSD Câmara de Lobos - SC Campomaiorense - SL Cartaxo - AD Castelo de Vide - SC Celoricense - CD Cinfães - CRP Delães - Ermesinde SC - AD Esposende | - CF Esperança Lagos - CD Estarreja - SC Estela Portalegre - CD Fátima - SL Fanhões - ARCD Ferrel - Atlético Fronteirense - CD Gouveia - Imortal DC - UD Lanheses - Leça FC - SC Leiria e Marrazes - Leões Tavira - FC Lixa - GS Loures - AD Lousada - SC Lusitânia - Lusitânia Lourosa - CD Luso - CA Macedo de Cavaleiros - SC Maria da Fonte - AC Marinhense - GD Mealhada - SC Mirandela - CA Mirandense - CD Montijo - Moreirense FC | - Mortágua FC - Moura AC - Naval 1º de Maio - GD Nazarenos - Odivelas FC - FC Oliveira Hospital - ARC Oliveirinha - Clube Oriental de Lisboa - AD Ovarense - SC Paivense - Palmelense FC - USC Paredes - Pedrouços AC - ADC Santa Marta Penaguião - GD Pescadores - AD Ponte da Barca - CD Portosantense - GD Prado - SC Praiense - CDR Quarteirense - SC Régua - GD Ribeirão - SC Rio Tinto - SC Sabugal - SG Sacavenense - SC Dragões Sandinenses - AD Sanjoanense | - CD Santa Clara - Santa Maria FC - UD Santarém - UD Seia - Sertanense FC - GD Sesimbra - GD Santacombadense - GD Tabuense - União de Almeirim - União de Coimbra - União de Montemor - União Santiago do Cacém - União de Tomar - CD Torres Novas - CF Trafaria - CF Valadares - CA Valdevez - AD Valecambrense - AD Valonguense - UD Valonguense - GD Valpaços - Vasco da Gama AC - Estrela Vendas Novas - Vieira SC - UD Vilafranquense - SC Vila Pouca - SC Vila Real |
| Distrikte (22) | | | |
| - Águias Alpiarça - AA Avanca - SC Barreiro - SC Bencatelense - UD Cariense - Casa Pia AC | - SC Castêlo da Maia - Eléctrico Ponte de Sor - SC Horta - GD Lagoa - AD Limianos - Operátio Lissabon | - FC Mogadourense - Murça SC - SL Nelas - Piense SC - CD Pinhalnovense | - UD Pinhelenses - GD Praia Vieira - Touring Praia Mira - Juventude Ronfe - SC Santacruzense |

## 1. Runde
Teilnehmer waren 184 Vereine ab der 2. Liga abwärts. Die Spiele fanden zwischen dem 16. September und 5. Oktober 1989 statt.
|                           | Ergebnis  |                          |
| ------------------------- | --------- | ------------------------ |
| GD Pescadores             | 1:0       | GD Sesimbra              |
| SC Espinho                | 7:1       | AD Ovarense              |
| Anadia FC                 | 1:0       | União Lamas              |
| Varzim SC                 | 2:0       | SC Régua                 |
| CD Portosantense          | 0:0 n. V. | AC Cacém                 |
| UD Pinhelenses            | 2:3 n. V. | Caldas SC                |
| GD Peniche                | 1:0       | CA Mirandense            |
| GD Prado                  | 1:1 n. V. | FC Amares                |
| Piense SC                 | 0:1       | Palmelense FC            |
| SG Sacavenense            | 1:2       | CD Olivais e Moscavide   |
| SC Salgueiros             | 4:0       | CD Gouveia               |
| Pedrouços AC              | 2:1       | Ermesinde SC             |
| CDR Quarteirense          | 3:1       | Sport União Sintrense    |
| GD Praia Vieira           | 1:3       | FC Oliveira Hospital     |
| GD Nazarenos              | 0:4       | Académico de Viseu FC    |
| UD Oliveirense            | 1:0       | CD Estarreja             |
| SL Nelas                  | 1:0       | SC Covilhã               |
| Moura AC                  | 4:3       | SL Fanhões               |
| CD Montijo                | 2:0       | CD Pinhalnovense         |
| ARC Oliveirinha           | 1:2 n. V. | CD Lousanense            |
| Operátio Lissabon         | 0:3       | FC Seixal                |
| USC Paredes               | 2:1       | Juventude Ronfe          |
| SC Santacruzense          | 0:1       | GD Estoril Praia         |
| CF Marialvas              | 1:2       | GD Mangualde             |
| CD Fátima                 | 2:1       | Naval 1º de Maio         |
| Sertanense FC             | 0:0 n. V. | União Leiria             |
| UD Valonguense            | 2:0       | FC Vizela                |
| AD Valecambrense          | 0:1       | Águias Alpiarça          |
| CF Valadares              | 1:0       | Moreirense FC            |
| União de Tomar            | 1:1 n. V. | GD Mealhada              |
| GD Valpaços               | 1:2       | FC Lixa                  |
| Vasco da Gama AC          | 0:1       | SC Campomaiorense        |
| SC Vila Real              | 4:1       | FC Felgueiras            |
| UD Vilafranquense         | 2:1       | GD Samora Correia        |
| SC Vianense               | 4:0       | SC Vila Pouca            |
| União de Montemor         | 1:0       | O Elvas CAD              |
| União de Coimbra          | 4:1       | ARCD Ferrel              |
| Silves FC                 | 1:0       | Lusitano VRSA            |
| FC Mogadourense           | 0:1       | AD Fafe                  |
| ADC Santa Marta Penaguião | 1:0       | UD Lanheses              |
| SC Horta                  | 0:2       | GD da Quimigal Barreiro  |
| GD Tabuense               | 2:3 n. V. | Mortágua FC              |
| CD Trofense               | 1:2 n. V. | FC Famalicão             |
| CF Trafaria               | 1:2       | SC Olhanense             |
| SC União Torreense        | 4:0       | CD Beja                  |
| Santa Maria FC            | 1:2 n. V. | SC Rio Tinto             |
| UR Mirense                | 8:0       | GC Alcobaça              |
| SC Castêlo da Maia        | 3:0       | GD Ribeirão              |
| Casa Pia AC               | 0:3       | Clube Oriental de Lisboa |
| SL Cartaxo                | 1:1 n. V. | SC Borbense              |
| Benfica e Castelo Branco  | 4:3       | SC Sabugal               |
| AD Castelo de Vide        | 1:2 n. V. | SCE Bombarralense        |
| SC Celoricense            | 1:3       | Gil Vicente FC           |
| SC Dragões Sandinenses    | 2:4       | SC Paivense              |
| CRP Delães                | 0:2       | Rio Ave FC               |
| CD Cinfães                | 0:1       | Leça FC                  |
| SC Bencatelense           | 1:3 n. V. | GD Santacombadense       |
| SC Barreiro               | 0:4       | CF Esperança Lagos       |
| SU Alfeizerense           | 0:0 n. V. | UD Seia                  |
| AC Alcanenense            | 1:2       | Touring Praia Mira       |
| CD Alcains                | 2:2 n. V. | GD Argus                 |
| RD Águeda                 | 1:1 n. V. | UD Santarém              |
| FC Alverca                | 2:0       | Juventude Évora          |
| Amarante FC               | 1:1 n. V. | FC Infesta               |
| AA Avanca                 | 1:0       | AD Sanjoanense           |
| CA Valdevez               | 2:0       | Vieira SC                |
| Amora FC                  | 1:0       | GS Loures                |
| SC Estela Portalegre      | 0:1       | CD Torres Novas          |
| Eléctrico Ponte de Sor    | 3:5 n. V. | AD Valonguense           |
| Lusitano GC Évora         | 4:1       | SR Almancilense          |
| CD Luso                   | 2:0       | Académica de Coimbra     |
| AD Lousada                | 1:0       | SC Maria da Fonte        |
| Louletano DC              | 4:0       | Atlético Fronteirense    |
| CA Macedo de Cavaleiros   | 4:0       | Amadores de Caminha      |
| FC Maia                   | 3:0       | GD Bragança              |
| SC Mirandela              | 2:1       | Lusitânia Lourosa        |
| AC Marinhense             | 2:2 n. V. | Oliveira do Bairro SC    |
| FC Marco                  | 4:2 n. V. | AD Esposende             |
| Leões Tavira              | 1:2       | FC Barreirense           |
| AD Limianos               | 0:4       | FC Paços de Ferreira     |
| SC Freamunde              | 3:0       | AD Ponte da Barca        |
| SC Farense                | 3:0       | CD Portalegrense         |
| Estrela Vendas Novas      | 4:1       | GD Lagoa                 |
| CF Benfica                | 0:1       | União Santiago do Cacém  |
| AD Guarda                 | 2:1       | UD Cariense              |
| Leixões SC                | 0:2       | Desportivo Aves          |
| GD Joane                  | 6:1       | Murça SC                 |
| SC Leiria e Marrazes      | 0:1       | SC Alba                  |
| Imortal DC                | 2:0 n. V. | Atlético CP              |
| Odivelas FC               | 1:0       | SC Praiense              |
| SC Lusitânia              | 2:1 n. V. | CSD Câmara de Lobos      |
| União de Almeirim         | 0:1       | CD Santa Clara           |

### Wiederholungsspiele
|                       | Ergebnis              |                  |
| --------------------- | --------------------- | ---------------- |
| UD Seia               | 4:0                   | SU Alfeizerense  |
| FC Infesta            | 2:2 n. V. (6:5 i. E.) | Amarante FC      |
| FC Amares             | 2:1 n. V.             | GD Prado         |
| União Leiria          | 3:0                   | Sertanense FC    |
| UD Santarém           | 3:2 n. V.             | RD Águeda        |
| Oliveira do Bairro SC | 03:0 1                | AC Marinhense    |
| SC Borbense           | 4:0                   | SL Cartaxo       |
| GD Mealhada           | 1:0                   | União de Tomar   |
| AC Cacém              | 0:0 n. V. (6:5 i. E.) | CD Portosantense |
| GD Argus              | 1:0                   | CD Alcains       |

## 2. Runde
Qualifiziert waren die 92 Sieger der 1. Runde. Die Spiele fanden zwischen dem 12. und 30. November 1989 statt.
|                           | Ergebnis  |                          |
| ------------------------- | --------- | ------------------------ |
| SC Olhanense              | 2:2 n. V. | Palmelense FC            |
| FC Paços de Ferreira      | 5:1       | SC Castêlo da Maia       |
| Pedrouços AC              | 2:4       | Caldas SC                |
| GD da Quimigal Barreiro   | 1:0       | Clube Oriental de Lisboa |
| Odivelas FC               | 2:1       | SL Nelas                 |
| Mortágua FC               | 2:0       | GD Argus                 |
| CA Macedo de Cavaleiros   | 2:0       | FC Oliveira Hospital     |
| SC Maria da Fonte         | 1:1 n. V. | GD Pescadores            |
| SC Mirandela              | 1:2       | Gil Vicente FC           |
| UR Mirense                | 3:0       | União de Montemor        |
| Rio Ave FC                | 5:0       | FC Alverca               |
| SC Rio Tinto              | 2:3       | SC Paivense              |
| União Santiago do Cacém   | 1:0       | Amora FC                 |
| CF Valadares              | 3:2       | CD Fátima                |
| UD Vilafranquense         | 2:1       | SC Alba                  |
| SC Vila Real              | 3:0       | Académico de Viseu FC    |
| União de Coimbra          | 0:3       | SC Vianense              |
| Silves FC                 | 4:0       | AA Avanca                |
| CD Santa Clara            | 1:2 n. V. | FC Maia                  |
| GD Santacombadense        | 2:0       | GD Joane                 |
| ADC Santa Marta Penaguião | 2:1       | SCE Bombarralense        |
| UD Seia                   | 0:2       | UD Valonguense           |
| CD Luso                   | 3:1       | AC Cacém                 |
| Juventude Évora           | 3:1       | UD Santarém              |
| SC Borbense               | 1:0       | GD Mealhada              |
| SC Campomaiorense         | 0:1       | SC Freamunde             |
| CF Esperança Lagos        | 4:2       | AD Valonguense           |
| SC Espinho                | 4:0       | Moura AC                 |
| Benfica e Castelo Branco  | 3:1       | CD Torres Novas          |
| FC Barreirense            | 2:1       | AD Fafe                  |
| Águias Alpiarça           | 0:3       | SC Salgueiros            |
| Anadia FC                 | 3:1 n. V. | CD Montijo               |
| CA Valdevez               | 0:1       | Touring Praia Mira       |
| GD Estoril Praia          | 2:1 n. V. | GD Mangualde             |
| FC Famalicão              | 1:0       | SC União Torreense       |
| Louletano DC              | 2:2 n. V. | CDR Quarteirense         |
| CD Lousanense             | 0:1       | USC Paredes              |
| SC Lusitânia              | 1:1 n. V. | Desportivo Aves          |
| FC Lixa                   | 0:2       | FC Marco                 |
| Leça FC                   | 0:1 n. V. | União Leiria             |
| SC Farense                | 3:2       | UD Oliveirense           |
| AD Guarda                 | 0:1       | CD Olivais e Moscavide   |
| Imortal DC                | 2:1       | FC Amares                |
| FC Infesta                | 4:1       | Estrela Vendas Novas     |
| GD Peniche                | 0:4       | Varzim SC                |
| FC Seixal                 | 2:0 n. V. | Oliveira do Bairro SC    |

### Wiederholungsspiele
|                  | Ergebnis |                   |
| ---------------- | -------- | ----------------- |
| Desportivo Aves  | 6:2      | SC Lusitânia      |
| CDR Quarteirense | 1:5      | Louletano DC      |
| GD Pescadores    | 0:1      | SC Maria da Fonte |
| Palmelense FC    | 0:4      | SC Olhanense      |

## 3. Runde
Qualifiziert waren die 46 Sieger der 2. Runde, sowie die 18 Vereine der Primeira Divisão. Die Spiele fanden am 8., 9. und 10. Dezember 1989 statt.
|                          | Ergebnis  |                           |
| ------------------------ | --------- | ------------------------- |
| Rio Ave FC               | 1:4       | Benfica Lissabon          |
| CF Esperança Lagos       | 1:0       | ADC Santa Marta Penaguião |
| Anadia FC                | 3:4 n. V. | União Santiago do Cacém   |
| SC Olhanense             | 2:1       | SC Maria da Fonte         |
| GD Chaves                | 2:0       | UR Mirense                |
| GD da Quimigal Barreiro  | 0:0 n. V. | USC Paredes               |
| Vitória Setúbal          | 1:0       | SC Vianense               |
| UD Valonguense           | 3:1 n. V. | Imortal DC                |
| União Madeira            | 5:1       | CD Luso                   |
| Silves FC                | 0:1       | CD Feirense               |
| Sporting Lissabon        | 1:2       | Marítimo Funchal          |
| FC Seixal                | 0:1       | CF Valadares              |
| SC Vila Real             | 1:0       | Portimonense SC           |
| GD Santacombadense       | 0:3       | FC Penafiel               |
| UD Vilafranquense        | 1:0       | SC Paivense               |
| Touring Praia Mira       | 1:3       | FC Marco                  |
| SC Salgueiros            | 2:2 n. V. | FC Tirsense               |
| Benfica e Castelo Branco | 1:1 n. V. | SC Freamunde              |
| Caldas SC                | 00:3 2    | Sporting Braga            |
| Belenenses Lissabon      | 1:0       | SC Espinho                |
| SC Beira-Mar             | 2:0       | SC Borbense               |
| Desportivo Aves          | 0:1 n. V. | Lusitano GC Évora         |
| FC Barreirense           | 1:4       | FC Maia                   |
| CF Estrela Amadora       | 6:2       | GD Estoril Praia          |
| FC Famalicão             | 0:4       | Boavista Porto            |
| Odivelas FC              | 1:9       | SC Farense                |
| CD Olivais e Moscavide   | 3:0       | União Leiria              |
| Mortágua FC              | 0:4       | Gil Vicente FC            |
| CA Macedo de Cavaleiros  | 0:3       | Vitória Guimarães         |
| FC Porto                 | 4:1       | FC Infesta                |
| Louletano DC             | 0:1       | Varzim SC                 |
| Nacional Funchal         | 4:2       | FC Paços de Ferreira      |

### Wiederholungsspiele
|              | Ergebnis  |                          |
| ------------ | --------- | ------------------------ |
| SC Freamunde | 3:2 n. V. | Benfica e Castelo Branco |
| USC Paredes  | 4:0       | GD da Quimigal Barreiro  |
| FC Tirsense  | 2:1       | SC Salgueiros            |

## 4. Runde
Die Spiele fanden am 3., 4. und 14. Februar 1990 statt.
|                        | Ergebnis  |                         |
| ---------------------- | --------- | ----------------------- |
| FC Marco               | 2:1       | União Santiago do Cacém |
| CF Valadares           | 2:1 n. V. | Marítimo Funchal        |
| FC Tirsense            | 4:3 n. V. | Varzim SC               |
| UD Valonguense         | 3:2 n. V. | FC Penafiel             |
| Vitória Guimarães      | 5:2       | SC Freamunde            |
| Vitória Setúbal        | 2:1       | Benfica Lissabon        |
| USC Paredes            | 0:5       | FC Porto                |
| SC Vila Real           | 1:0       | SC Olhanense            |
| CD Olivais e Moscavide | 3:0       | CD Feirense             |
| Belenenses Lissabon    | 1:0       | Nacional Funchal        |
| Boavista Porto         | 2:0       | Gil Vicente FC          |
| GD Chaves              | 2:1       | Lusitano GC Évora       |
| FC Maia                | 1:0       | SC Paivense             |
| SC Farense             | 7:0       | CF Esperança Lagos      |
| União Madeira          | 1:0       | SC Beira-Mar            |
| CF Estrela Amadora     | 0:0 n. V. | Sporting Braga          |

### Wiederholungsspiel
|                | Ergebnis              |                    |
| -------------- | --------------------- | ------------------ |
| Sporting Braga | 1:1 n. V. (8:9 i. E.) | CF Estrela Amadora |

## Achtelfinale
Die Spiele fanden am 27. Februar 1990 statt.
|                 | Ergebnis  |                        |
| --------------- | --------- | ---------------------- |
| UD Valonguense  | 1:0       | CD Olivais e Moscavide |
| SC Vila Real    | 1:3       | Vitória Guimarães      |
| Vitória Setúbal | 2:1       | Boavista Porto         |
| CF Valadares    | 0:3       | FC Maia                |
| União Madeira   | 0:0 n. V. | SC Farense             |
| FC Porto        | 0:2       | FC Tirsense            |
| FC Marco        | 0:1       | CF Estrela Amadora     |
| GD Chaves       | 0:2       | Belenenses Lissabon    |

### Wiederholungsspiel
|            | Ergebnis |               |
| ---------- | -------- | ------------- |
| SC Farense | 2:0      | União Madeira |

## Viertelfinale
Die Spiele fanden am 28. März 1990 statt.
|                    | Ergebnis |                     |
| ------------------ | -------- | ------------------- |
| SC Farense         | 4:0      | UD Valonguense      |
| CF Estrela Amadora | 1:0      | FC Tirsense         |
| Vitória Setúbal    | 00:3 3   | Belenenses Lissabon |
| Vitória Guimarães  | 2:1      | FC Maia             |

## Halbfinale
Die Spiele fanden am 10. Mai 1990 statt.
|                     | Ergebnis  |                   |
| ------------------- | --------- | ----------------- |
| CF Estrela Amadora  | 1:1 n. V. | Vitória Guimarães |
| Belenenses Lissabon | 1:2 n. V. | SC Farense        |

### Wiederholungsspiel
|                   | Ergebnis  |                    |
| ----------------- | --------- | ------------------ |
| Vitória Guimarães | 1:2 n. V. | CF Estrela Amadora |

## Finale
| Paarung            | CF Estrela Amadora – SC Farense |
| Ergebnis           | 1:1 n. V. (0:0, 0:0) |
| Datum              | 27. Mai 1990 um 16:00 Uhr |
| Stadion            | Estádio Nacional, Oeiras |
| Schiedsrichter     | Joaquim Baltazar |
| Tore               | 1:0 Nélson Borges (93.) 1:1 Fernando Cruz (116.) |
| CF Estrela Amadora | Joaquim Melo – Ruí Neves, Duílio , Pedro Barny, António Caetano – Basaula Lemba, Paulo Bento, Bobó Djalo (76. Nélson Borges), Joaquim Rebelo, Baroti – Paulo Jorge (46. Ricardo Lopes) Cheftrainer: João Alves                       |
| SC Farense         | Zoran Lemajić – Joaquim Pereirinha , Carlos Pereira (93. Ricardo Narusevicius), Marco Sousa, Rui Eugénio – Sérgio Duarte, Ricardo Formosinho (65. Mané) – Pitico, Fernando Cruz, Ademar Marques. Cheftrainer: Paco Fortes ( Spanien) |
| Gelbe Karten       | António Caetano, Basaula Lemba – Zoran Lemajić |

### Wiederholungsspiel
| Paarung            | CF Estrela Amadora – SC Farense |
| Ergebnis           | 2:0 (1:0) |
| Datum              | 3. Juni 1990 um 16:00 Uhr |
| Stadion            | Estádio Nacional, Oeiras |
| Schiedsrichter     | Fortunato Azevedo |
| Tore               | 1:0 Paulo Bento (30.) 2:0 Ricardo Lopes (63.) |
| CF Estrela Amadora | Joaquim Melo – Ruí Neves, Duílio , Pedro Barny, Chico Oliveira, Nélson Borges (77. Fernando Elias), Paulo Bento, Bobó, Joaquim Reselo – Ricardo Lopes (86. Jaime Cerqueira), Baroti Cheftrainer: João Alves                         |
| SC Farense         | Zoran Lemajić – Joaquim Pereirinha , Carlos Pereira (55. Ricardo Narusevicius), Marco Sousa, Rui Eugénio – Sérgio Duarte, Ricardo Formosinho (46. Mané) – Pitico, Fernando Cruz, Ademar Marques Cheftrainer: Paco Fortes ( Spanien) |
| Gelbe Karten       | Chico Oliveira, Paulo Bento – Pitico |
| Platzverweise      | Bobó – keine |